# Place de la Porte-Maillot
La place de la Porte-Maillot est une place des 16e et 17e arrondissements de Paris au milieu de l'axe historique parisien, Étoile-la Défense.

## Situation et accès
Bordant les quartiers de la Porte-Dauphine, des Ternes et de Chaillot, elle est située au débouché des boulevards Pershing, Gouvion-Saint-Cyr, Pereire, de l'Amiral-Bruix, de l'avenue de la Grande-Armée et l'avenue de Neuilly.
Cette vaste place de la porte Maillot est devenue l'un des accès principaux de Paris par l'ouest, car elle englobe le grand échangeur routier entre le boulevard périphérique et l'autoroute A14 au-delà de la Défense.

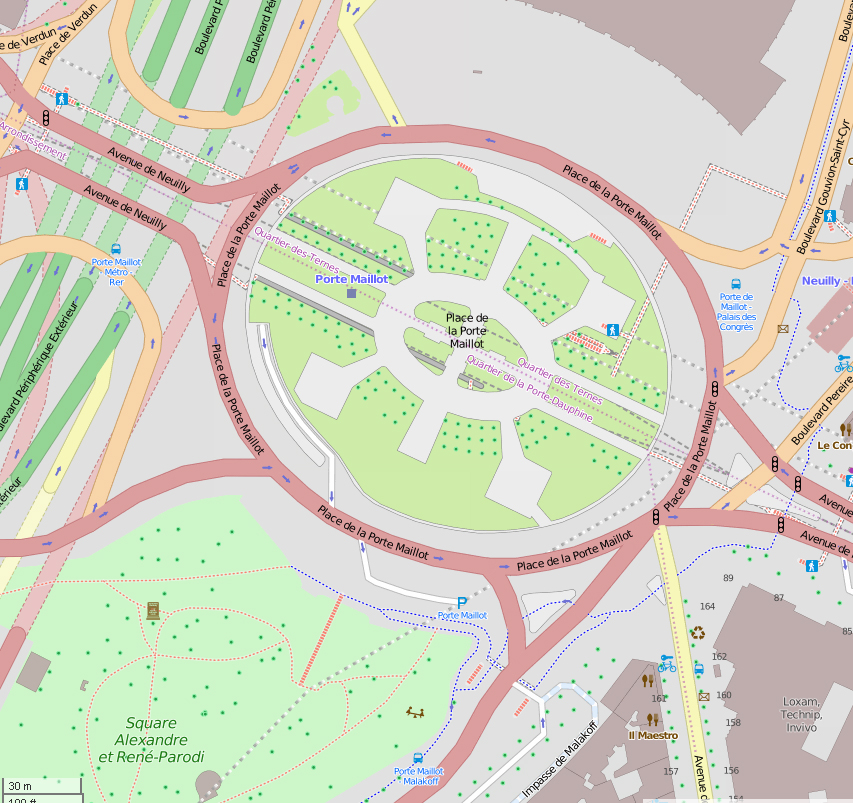
Place de la porte Maillot.
Au centre : le jardin Alexandre-Soljenitsyne.

Les voies de cet échangeur s'entrecroisent dans le sous-sol alors qu'en surface les huit voies d'accès à l'Étoile contournent le terre-plein central de forme ovale, d'une superficie de 16 125 m2, et qui s'appelait le « jardin de la place de la porte Maillot ».
Le centre de la place a été rebaptisé en 2012 du nom de square ou jardin Alexandre-Soljenitsyne alors que les voies de circulation qui l'entourent ont gardé leur nom de place de la porte Maillot.

### Réaménagement
Dans la première moitié des années 2020, un réaménagement de la place a lieu. En particulier, le rond-point central est supprimé pour rétablir l'axe historique, faciliter les circulations douces et agrandir les espaces verts, notamment le square Alexandre-et-René-Parodi au Sud. Cette reconfiguration est menée en lien avec le prolongement de la ligne E du RER et du ligne T3b du tramway.

## Origine du nom
Cette place est située à l'emplacement de l'ancienne porte Maillot de l'enceinte de Thiers.

## Historique

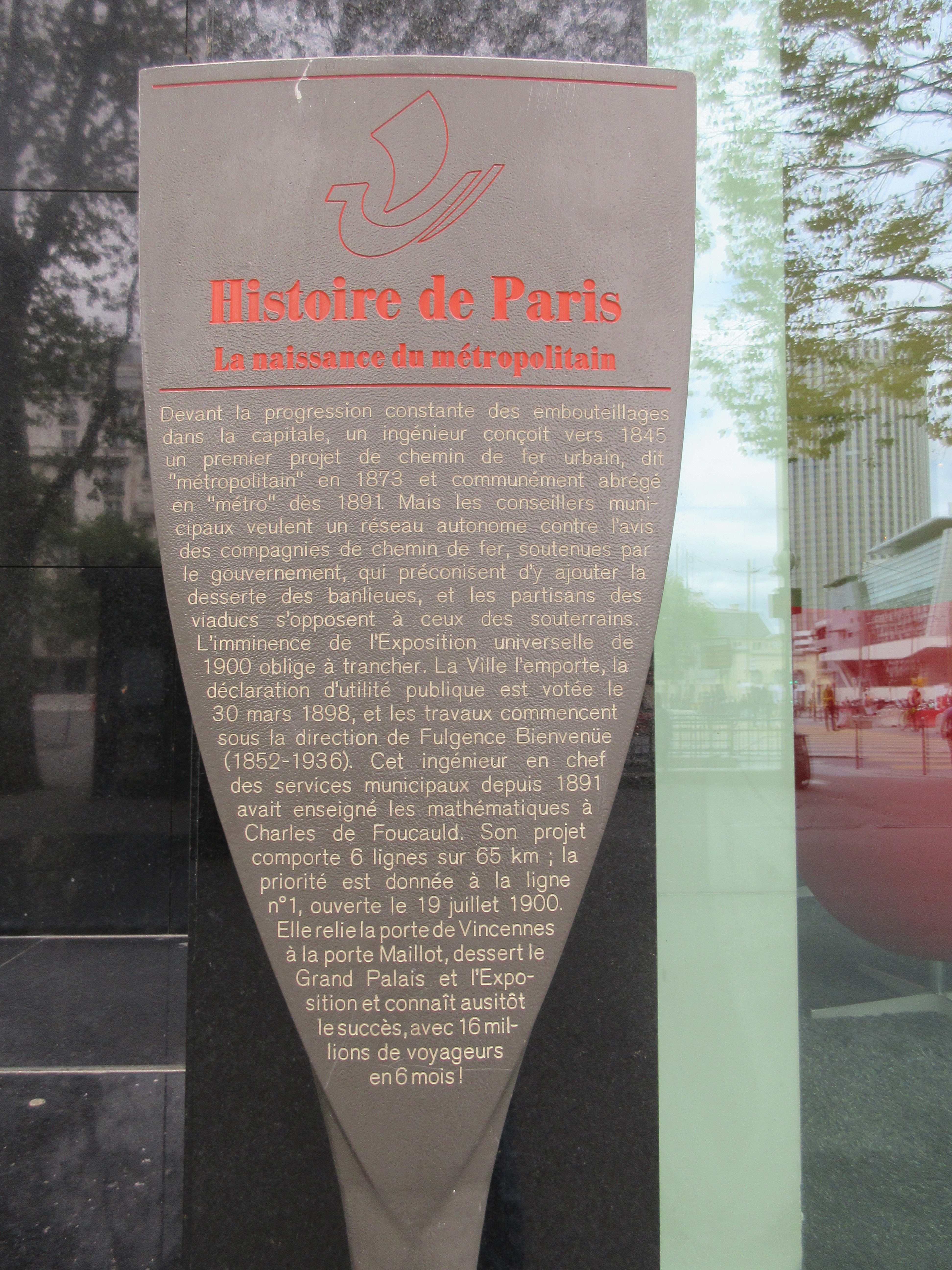
Panneau Histoire de Paris
« Naissance du Métropolitain ».

Son nom provient de la très ancienne porte Maillot qui était une porte du bois de Boulogne et non une porte de Paris : elle avait toujours été parallèle à l'avenue de Neuilly jusqu'en 1974, date à laquelle le nom fut étendu à l'ensemble de la place.
En effet, 1970 voit le début de la construction du boulevard périphérique, de son échangeur vers la Défense et du Centre international de Paris (CIP) sous la direction de Guillaume Gillet, grand Prix de Rome, architecte en chef des Bâtiments civils et palais nationaux, qui provoqua un réaménagement complet de la zone et l'extension de ce qui est devenu aujourd'hui « la porte Maillot », parfois dénommé « le rond-point de la porte Maillot ».
Cette place qui avait été provisoirement dénommée « voie T/17 » prend sa dénomination actuelle par un arrêté du 21 octobre 1974.
Par délibération du 24 juin 1996, une parcelle de 740 m2, trois parcelles de 15 m2, une parcelle de 6 m2 et une parcelle de 7 m2 au droit du palais des Congrès, sont déclassées.

## Les Galapagos de la capitale
« Le rond-point de la porte Maillot, c’est une île, située en plein milieu de l’océan urbain. Y cohabitent des gens du voyage, des mendiants, des punks, mais aussi des touristes en transit, des passants, et… des lapins. C’est une adresse globale où ces diverses populations se croisent, parfois se rencontrent ou encore se dévorent. »
En effet, « à l’orée de Paris, au beau milieu des six à huit voies saturées par le trafic, il existe une île miraculeuse. Les Galapagos de la capitale. Un rond-point qui sert d'Arche de Noé à une colonie de lapins qui a transformé le terre-plein central en un terrier géant ».

## Compléments

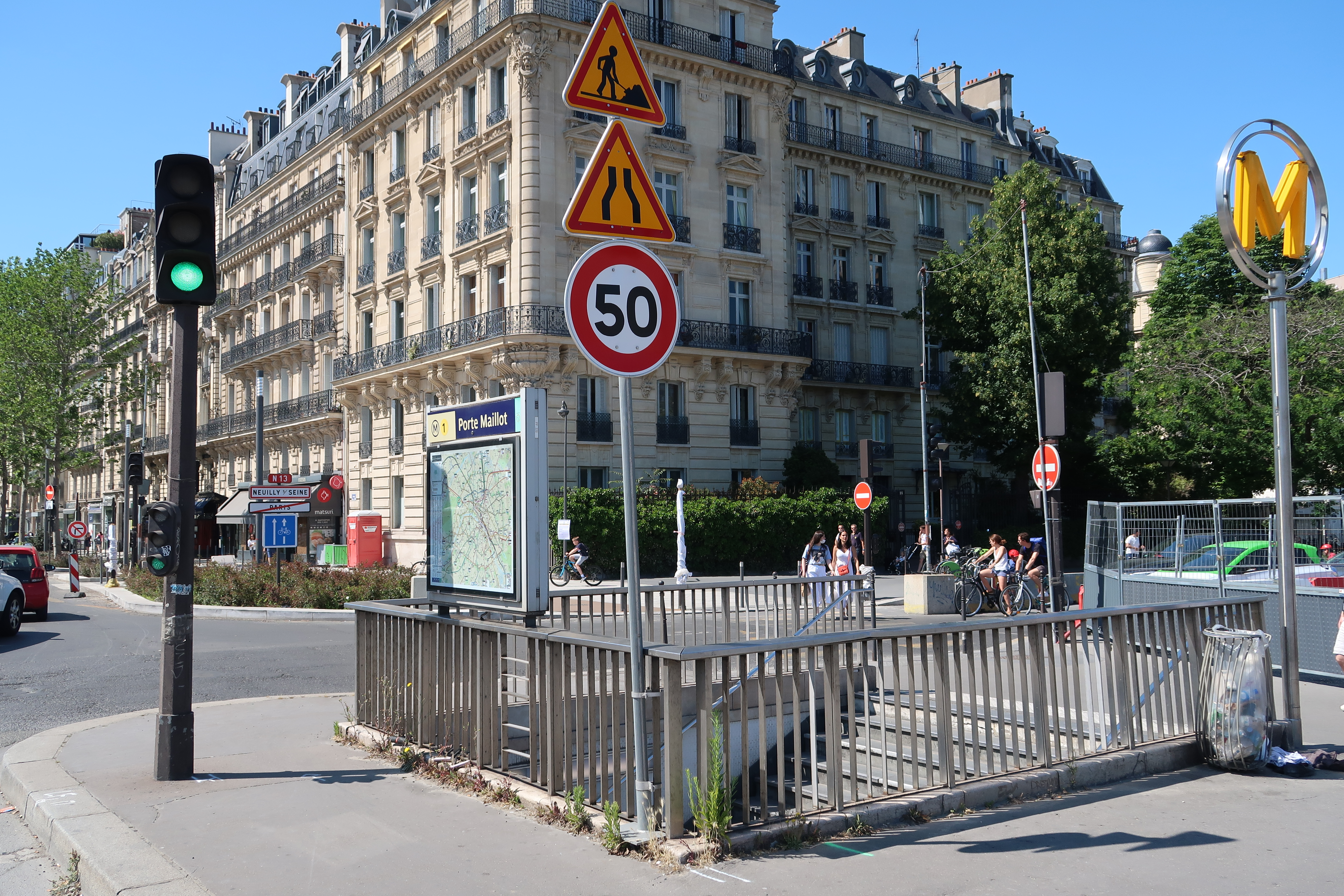
Porte Maillot, sortie de Paris vers Neuilly.

- En bordure sud de la place, entre le boulevard des Maréchaux et le boulevard périphérique, on trouve le square Alexandre-et-René-Parodi, qui s'étend sur 23 595 m2 et qui est relié au terre-plein du jardin Alexandre-Soljenitsyne par des passages piétons souterrains.
- En bordure nord de la place actuelle, à la fin du XIXe siècle, était installé l'aérodrome de la porte Maillot.
- Pour l'ouverture de l'Exposition universelle de 1900, une salle de 6 000 places, nommée le Columbia, fut construite pour abriter un spectacle de 1 500 personnages, dont 600 danseuses.
- De 1905 à 1908, le Printania regroupait, aux côtés d'une salle de danse, des attractions foraines.
- À partir de 1909 se trouva pendant un demi-siècle la plus grande fête foraine de Paris, le Luna-Park, qui a animé les loisirs de plusieurs générations de Parisiens.
- Fermé définitivement en 1948, le Luna-Park céda la place à un terrain vague sur lequel, après de nombreux projets, fut finalement édifié le palais des Congrès, inauguré en 1974.
- En bordure nord-est de la place, à droite du palais des Congrès et entre les deux branches du boulevard Pereire, se trouve la gare de Neuilly - Porte Maillot, ouverte le 2 mai 1854 comme l'une des stations de la ligne d'Auteuil. Cette ligne fut partiellement transformée pour constituer une des branches du RER C à partir de 1988. La gare rénovée a conservé son aspect extérieur.